# Kaplica grobowa Jastrzębskich w Dębnie
Kaplica grobowa Jastrzębskich – kaplica znajdująca się w pobliżu głównego wejścia na cmentarz parafialny w Dębnie. Powstała w 1906 roku z fundacji Marii Dębińskiej z rodziny Jastrzębskich. Została wzniesiona w stylu neogotyckim według projektu architekta Jana Sas-Zburzyckiego. 
Ściany kaplicy opięte są uskokowymi szkarpami, a całość nakrywa wysoki dach o stromo opadających połaciach nakrytych ceramiczną dachówką. Od strony frontowej znajduje się niewielka kamienna przybudówka zejścia prowadząca do krypty grobowej, w której znajdują się prochy członków rodziny Jastrzębskich – ostatnich właścicieli zamku w Dębnie.